# Prvenstvo Šibenskog nogometnog podsaveza 1963./64.
Prvenstvo Šibenskog nogometnog podsaveza za 1963./64. je bila liga 4. ranga nogometnog prvenstva Jugoslavije. 
 Sudjelovalo je ukupno 8 klubova, a prvak je bio "Rudar" iz Siverića. 

## Ljestvica
| mj. | klub                   | ut. | pob. | ner. | por. | gol+ | gol- | bod |
| --- | ---------------------- | --- | ---- | ---- | ---- | ---- | ---- | --- |
| 1.  | Rudar Siverić          | 14  | 13   | 0    | 1    | 70   | 21   | 26  |
| 2.  | Metalac Šibenik        | 14  | 11   | 0    | 3    | 61   | 19   | 22  |
| 3.  | SOŠK Skradin           | 14  | 7    | 3    | 4    | 29   | 24   | 17  |
| 4.  | Galeb Šibenik          | 14  | 5    | 3    | 6    | 31   | 34   | 18  |
| 5.  | Aluminij Lozovac       | 14  | 5    | 2    | 7    | 37   | 53   | 12  |
| 6.  | Požar Skradinsko Polje | 14  | 4    | 1    | 9    | 23   | 45   | 9   |
| 7.  | Mladost Tribunj        | 14  | 3    | 3    | 8    | 34   | 53   | 9   |
| 8.  | Kolektivac Šibenik     | 14  | 1    | 2    | 11   | 13   | 53   | 4   |

## Rezultatska križaljka
| kratica | klub                   | ALU | GAL | KOL | MET | MLA | POŽ | RUD | SOŠK |
| --- | ---------------------- | --- | --- | --- | --- | --- | --- | --- | ---- |
| ALU | Aluminij Lozovac       |     |     |     |     |     |     |     |      |
| GAL | Galeb Šibenik          |     |     |     |     |     |     |     |      |
| KOL | Kolektivac Šibenik     |     |     |     |     |     |     |     |      |
| MET | Metalac Šibenik        |     |     | 2:1 |     |     |     |     |      |
| MLA | Mladost Tribunj        |     | 7:2 |     |     |     |     |     |      |
| POŽ | Požar Skradinsko Polje |     |     |     |     |     |     |     |      |
| RUD | Rudar Siverić          | 8:3 |     |     |     |     |     |     |      |
| SOŠK | SOŠK Skradin           |     |     |     |     |     | 2:1 |     |      |
| |                        |     |     |     |     |     |     |     |      |
| podebljan rezultat - utakmice od 1. do 7. kola (1. utakmica između klubova) rezultat normalne debljine - utakmice od 8. do 14. kola (2. utakmica između klubova) rezultat nakošen - nije vidljiv redoslijed odigravanja međusobnih utakmica iz dostupnih izvora rezultat nakošen i smanjen * - iz dostupnih izvora nije uočljiv domaćin susreta prekrižen rezultat - poništena ili brisana utakmica p - utakmica prekinuta 3:0 p.f. / 0:3 p.f. - rezultat 3:0 bez borbe |                        |     |     |     |     |     |     |     |      |

 Izvori: 

## Poveznice
- Dalmatinska nogometna zona 1963./64.